# Florian Lukas
Florian Lukas, född 16 mars 1973 i Berlin, är en tysk skådespelare, känd från bland annat Good Bye, Lenin! och Weissensee.
Lukas växte upp i Prenzlauer Berg i dåvarande Östberlin. 17 år gammal började han spela teater i fria teatergrupper. Han har medverkat i en rad filmer och TV-serier. År 1992 var han med i sin första film, Banale Tage. Lukas blev känd för en större publik när han var med i filmen Der Eisbär och var sedan med i St. Pauli Nacht och Absolute Giganten.

## Filmografi (urval)
- 2001 – Emil och detektiverna
- 2003 – Good Bye, Lenin!
- 2006 – Kommer snart...
- 2008 – Nordwand
- 2010 – Weissensee (TV-serie) säsong 1
- 2012 – Into the White
- 2013 – Weissensee (TV-serie) säsong 2
- 2014 – The Grand Budapest Hotel
- 2015 – Weissensee (TV-serie) Säsong 3
- 2018 – Weissensee (TV-serie) Säsong 4
- 2018 – Den tysta revolutionen
- 2020 – Kappvändaren (TV-serie)